# اوکه یوهانسون
اوکه یوهانسون (سوئدی: Åke Johansson; ۱۹ مارس ۱۹۲۸ – ۲۱ دسامبر ۲۰۱۴) بازیکن فوتبال اهل سوئد بود.
وی همچنین در تیم ملی فوتبال سوئد بازی کرده‌است.